# Álvaro Morata
Álvaro Borja Morata Martín (Madrid, 23 de octubre de 1992) es un futbolista español que juega como delantero en el Como 1907 de la Serie A de Italia.
Aún siendo jugador del Real Madrid Castilla C. F., recibe tanto una distinción como máximo goleador del Grupo I de la 2.ª División «B» 2011 —empatado con su entonces compañero de equipo Joselu— como la Bota de oro del Europeo sub-19 de Rumanía 2011, tras haber marcado seis goles, la mayor cifra conseguida hasta la fecha por un jugador. Esta circunstancia se repitió en la Eurocopa sub-21 de Israel 2013 donde sus cuatro tantos le coronaron como la Bota de oro del torneo. Asimismo, destaca la cifra goleadora del jugador con las categorías inferiores de la selección española donde ha anotado un total de 31 goles en 35 partidos, siendo uno de los mejores registros históricos de las mismas con una media de 0,89 tantos por encuentro. Con la selección absoluta, es el cuarto máximo goleador histórico con 36 tantos, por detrás de David Villa (59), Raúl (44) y Fernando Torres (38), y el tercer máximo goleador de la historia de la Eurocopa con siete goles, por detrás de Cristiano Ronaldo (14) y Michel Platini (9).
En cuanto a logros deportivos, el jugador consiguió un ascenso a la 2.ª División con el ya citado equipo filial, al tiempo que se proclamó también campeón de la categoría; mientras que debido a sus participaciones con el primer equipo se proclamó campeón de la Copa del Rey de 2011, de la Liga 2012 y de la Liga de Campeones 2013-14, antes de su llegada a Italia, donde se consagró a primer nivel. En su vuelta al Real Madrid logró conseguir la Liga 2016-17 y la Liga de Campeones 2016-17. En 2024 levantó la Eurocopa como capitán de la selección de España.

## Trayectoria

### Inicios y promesa en España
Comienza su carrera en la cantera rojiblanca, donde durante los veranos acudía al Campus de la Fundación Atlético de Madrid dirigido por Milinko Pantić donde compartió primeras experiencias con jugadores como David de Gea o Koke. Debido al sistema utilizado por José María Amorrortu, entrenador del equipo, se vio relegado a un segundo plano siendo una de las razones que le llevaron a marcharse en edad cadete.[cita requerida]
Recaló en el Getafe Club de Fútbol y tras un año recaló en la cantera del Real Madrid Club de Fútbol en su tercer equipo juvenil alternando el segundo juvenil un año más tarde con el Real Madrid Club de Fútbol «C», segundo filial del club.
En la temporada 2009-10, ganó la Copa de Campeones y la División de Honor Juvenil, también habiendo llegado a la final de la Copa del Rey Juvenil con el Juvenil «A» del conjunto blanco, anotando esa temporada un total de 34 goles que le valdrían para subir al primer filial. Fue un jugador muy importante que destacó especialmente en la Copa de Campeones marcando goles a todo aquel que se enfrentara: ya fuera el UE Cornellá o el RCD Español. Sin embargo, una sobrecarga en el semimembranoso derecho le llevó a perderse la final. No obstante, los blancos se alzaron con el título tras vencer por 3 goles a 1 al Valencia Juvenil.

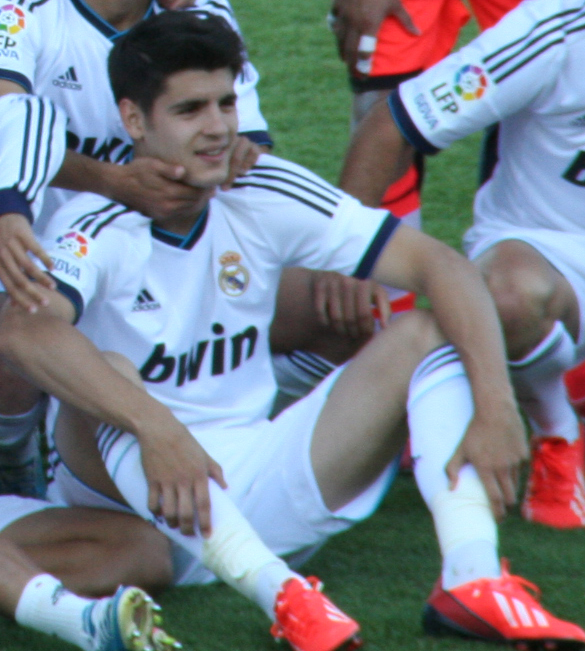
Morata tras jugar su último partido de segunda división con el Real Madrid Castilla (contra el Alcorcón).

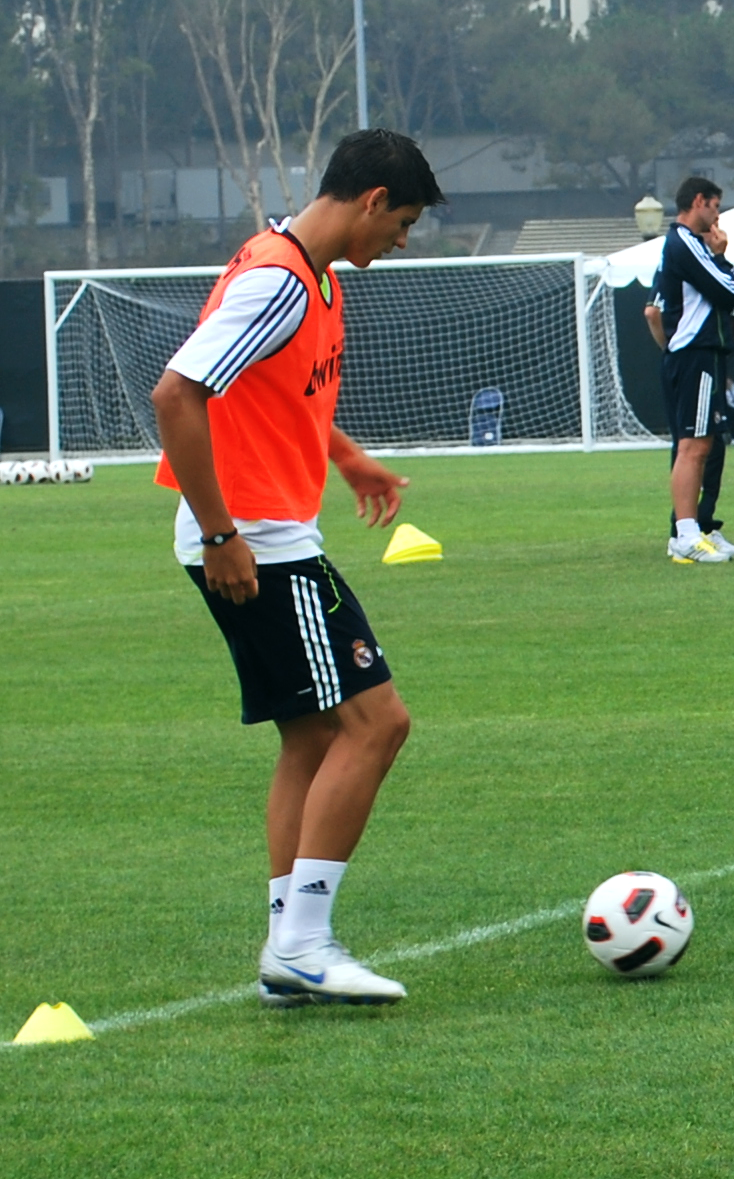
Morata entrenando con el Real Madrid en 2010

El 15 de agosto de 2010 debutó con el primer equipo filial, el Real Madrid Castilla C. F. en un amistoso contra la A. D. Alcorcón, marcando el único gol del partido. Su debut en 2.ª División B fue el 29 de agosto del mismo año, en un encuentro que acabó 3-2 a favor del Castilla frente al Coruxo F. C. Morata marcaría su primer gol oficial en el 1-1 frente al R.S.D. Alcalá, el 31 de octubre de 2010.
Morata anotó su primer triplete frente al Deportivo de La Coruña «B» el 13 de febrero de 2011, finalizando la fase regular como pichichi del equipo junto a Joselu, aunque anotaría un gol más que el gallego (quince frente a catorce) durante los playoff ante el Club Deportivo Alcoyano, a pesar de ello, el equipo no logró ascender de categoría, algo que sí conseguirían la siguiente temporada tras derrotar en la fase de promoción de ascenso al Cádiz C. F. por 8-1 en el global de la eliminatoria, y por 6-0, también en el global, al C. D. Mirandés proclamádose así campeones de la 2.ª División «B» y logrando el ascenso a la 2.ª División.
Debuta con el primer equipo del Real Madrid el 12 de diciembre de 2010 en La Romareda contra el Real Zaragoza. Aunque ya anteriormente había debutado contra el Club América en la gira de pretemporada de Estados Unidos sustituyendo a Cristiano Ronaldo el día 5 de agosto del mismo año.
El día 22 de diciembre de 2010 debuta en Copa del Rey y en el Estadio Santiago Bernabéu en el partido que finalizó 8-0 frente al Levante Unión Deportiva al sustituir a Kaká en el minuto 77. En el octavo gol del partido, aguanta muy bien de espaldas a su par y tras irse de él y dejar fuera de su alcance a otros dos jugadores, tiró y el rechace lo marcó Pedro León tras una gran parada de Munúa. Al finalizar este último partido, sus compañeros le entregaron el balón, firmado por todos los jugadores, que consiguieron Benzema y Ronaldo con sus hat-tricks.
Antes del inicio del Trofeo Santiago Bernabeu de 2011, Morata saltó al terreno de juego junto con sus compañeros del Real Madrid Castilla C. F., Álex Fernández y Daniel Carvajal, para ser ovacionados tras haber ganado el Europeo Sub-19 de 2011 de Rumanía con la selección sub-19 ese mismo verano, donde sería el bota de oro del campeonato, con la mayor cifra de goles anotada nunca en dicha competición: 6 goles.
El 4 de julio de 2012 firmó un contrato con el primer equipo del Real Madrid Club de Fútbol, concediéndole el dorsal número 21 y pasando a estar a las órdenes de José Mourinho a partir de la temporada 2012-13. En el partido de pretemporada correspondiente al Trofeo Santiago Bernabéu jugado contra el Millonarios F. C. de Colombia anotaría sus primeros dos goles con la camiseta del primer equipo. El jugador firma su mejor actuación en la eliminatoria de dieciseisavos de final de la Copa del Rey 2012-13 frente al Club Deportivo Alcoyano que se disputó el 31 de octubre de 2012. En ese mismo partido da una asistencia de gol a su compañero Karim Benzema que supuso el cuarto gol del equipo, que finalizaría por 1-4.
Su primer gol oficial con el primer equipo fue en el partido de liga frente al Levante U. D., donde tras salir a falta de diez minutos para la conclusión del encuentro marcaría el 1-2 definitivo que daría la victoria a su equipo tras rematar de cabeza un centro desde la banda de Xabi Alonso.
El 4 de diciembre debutó en la Liga de Campeones contra el A. F. C. Ajax correspondiente al último partido de la fase de grupos, en el que asistió a su compañero José Callejón y que supuso el 4-1 final a favor del Real Madrid C. F.
El 17 de febrero de 2013 marcó un gol en liga ante el Rayo Vallecano y el 2 de marzo de este mismo año dio una asistencia a Benzema frente al máximo rival en liga, el F. C.Barcelona.

### Etapas en Turín y Londres con breves retornos a Madrid

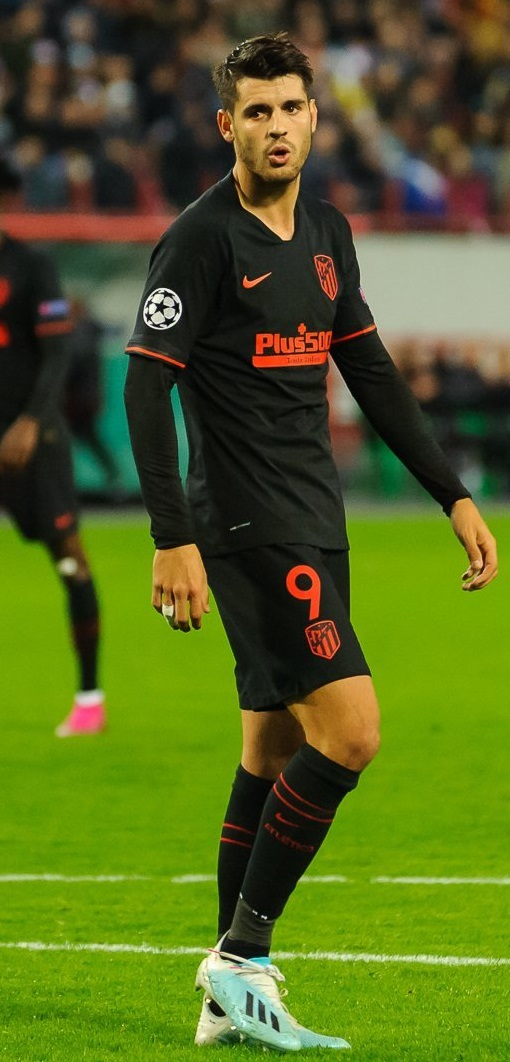
Morata jugando para el Atlético de Madrid.

El 18 de julio de 2014 se hizo oficial el fichaje de Álvaro Morata por la Juventus de Turín. Firmó por cuatro temporadas y una opcional a cambio de unos 20 millones de euros. El Real Madrid se guarda una opción de recompra, por un importe máximo de 30 millones de euros, solamente ejercitable al final de la temporada 2015-16, o al final de la temporada 2016-17. Se le asignó el dorsal número «9» que había dejado vacante el montenegrino Mirko Vučinić.
Dos días después de su presentación, en un enfrentamiento durante el entrenamiento con su compañero Rubinho, Morata se hizo un esguince de segundo grado en la rodilla, que le obligó a permanecer fuera de la cancha unos 50 días.
Morata hizo su debut 13 de septiembre de 2014 en la victoria de su equipo ante el Udinese por 2-0. El 27 de septiembre de 2014, marcó su primer gol con la camiseta de la Juventus, en la victoria en casa ante el Atalanta por 3-0. El 9 de noviembre de 2014 anotó sus dos primeros goles con la elástica de la Juventus ante el Parma en la victoria en casa por 7-0. El 22 de diciembre de 2014 perdieron la Supercopa de Italia en los penaltis ante el Nápoles.
El 13 de mayo de 2015 marcó el gol que supuso la eliminación de su antiguo equipo, el Real Madrid, durante el partido de vuelta de las semifinales de la Liga de Campeones de la UEFA además de haber puesto el 1-0 en el marcador del juego de ida.
El 6 de junio de 2015 disputó la final de la Liga de Campeones frente al FC Barcelona, Morata puso el marcador 1-1 aunque los bianconeri acabaron perdiendo el encuentro por 3-1.
Previo a su traspaso al Chelsea, el 21 de junio de 2016 el Real Madrid utilizó la opción de recompra sobre el jugador de 20 millones, haciéndolo oficial la misma tarde. Fue una única temporada de en esta segunda etapa, en la que logró conquistar una Liga, una Liga de Campeones, una Supercopa de Europa y un Mundial de Clubes de la FIFA.
El 19 de julio de 2017 el Real Madrid C. F. anunció oficialmente el fichaje del futbolista madrileño por el Chelsea Football Club.
Posteriormente, ya como jugador blue, disputó una temporada y media en el Atlético de Madrid en calidad de cedido. El 6 de julio de 2019 el Atlético de Madrid hizo oficial la continuación de Morata luego de una negociación con el club londinense donde accedieron a vender al jugador a los rojiblancos cuando finalizase el préstamo.

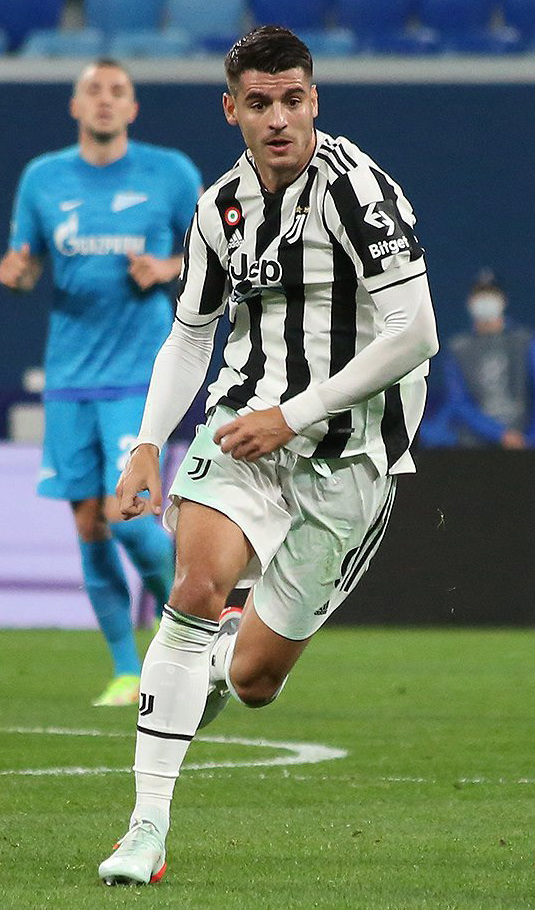
Morata en su segunda etapa en la Juventus F. C.

El 22 de septiembre de 2020 se hizo oficial su vuelta a la Juventus F. C. como cedido una temporada a cambio de 10 millones de euros y una opción de compra de 45 millones, pudiendo ser prorrogado el préstamo un año más por otros 10 millones y la reducción de la misma cantidad de dicha opción. En junio de 2021, tras anotar 20 goles en todo el curso, el equipo turinés anunció la extensión de la cesión para la temporada 2021-22. Una vez esta terminó no fue ejercida la opción de compra y regresó al Atlético de Madrid.
Disputó 154 partidos y marcó 58 tantos durante sus dos etapas en el equipo colchonero. La segunda de ellas terminó en julio de 2024 después de haber sido depositada su cláusula de rescisión en la sede de la Liga Nacional de Fútbol Profesional.

### Milán, Estambul y Como
El 19 de julio de 2024 se anunció su fichaje por el A. C. Milan con un contrato hasta junio de 2028 con opción a extenderlo otro año. Debutó el 17 de agosto en la primera jornada de la Serie A ante el Torino F. C. y marcó su primer gol de la temporada.
El 2 de febrero de 2025 el Galatasaray S. K. anunció su incorporación como cedido hasta el 20 de enero de 2026 por seis millones de euros con una opción de compra de ocho millones. El acuerdo incluía la opción de extender la cesión hasta el 30 de junio de ese año a cambio de otros tres millones y aumentando en otro millón la opción de compra. En el mes de agosto abandonó el club turco después de que el A. C. Milan decidiera cancelar la cesión y pagar una indemnización de cinco millones de euros. Entonces volvió a Italia y fue prestado con obligación de compra al Como 1907.

## Selección nacional

### Categorías inferiores

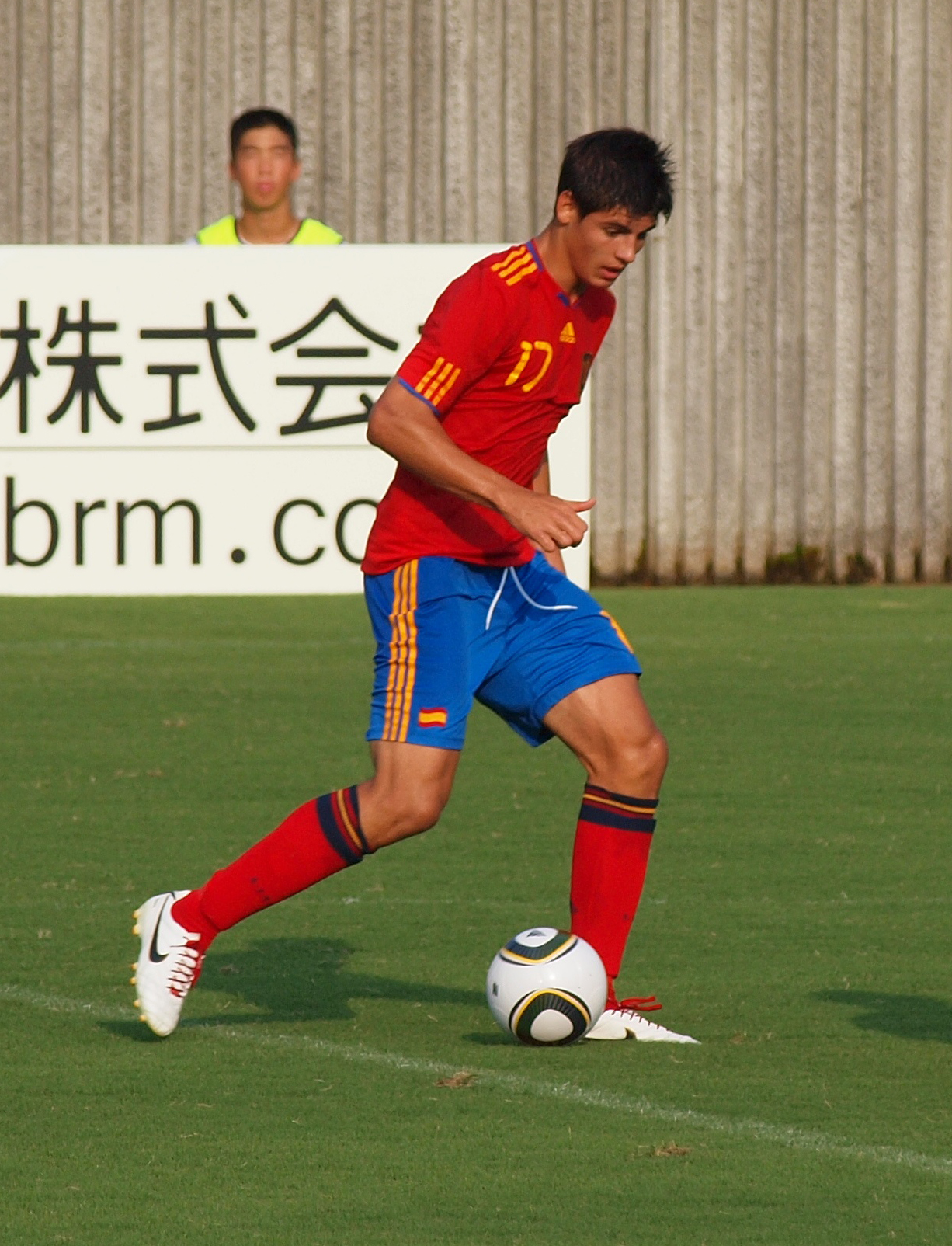
Morata en el torneo internacional sub-19 de Japón en 2010

Morata fue convocado para la Copa Mundial de Fútbol Sub-17 de 2009, donde jugó 4 partidos y marcó 2 goles. La Real Federación Española de Fútbol le convocó a su vez, para el torneo internacional de Japón sub-19. El equipo logró la segunda plaza después del anfitrión.
También participó en la Eurocopa sub-19 de 2011 de Rumanía, donde fue el máximo goleador del torneo con 6 goles, los cuales ayudaron a su equipo a ser campeón del torneo.
Dos años después fue integrante de la selección sub-21, debutando con la categoría, durante el Europeo de 2013 celebrado en Israel. En el partido de su debut correspondiente al primer partido del combinado español celebrado el 6 de junio de 2013 fue el gran protagonista del encuentro junto a «Isco» tras anotar el tanto de la victoria y enviar otro lanzamiento al poste en apenas media hora de participación frente a la selección rusa, dándole al equipo los primeros tres puntos del campeonato.
Similar situación se produjo en el siguiente partido donde, a falta de trece minutos para la conclusión, salió al terreno de juego para nuevamente anotar el gol que dio el triunfo a su equipo frente a la selección alemana. Estas dos grandes actuaciones le dieron la titularidad en el tercer partido del grupo donde no defraudó y de nuevo anotó un tanto —el primero del 3-0 contra la selección neerlandesa— que le situó como máximo anotador provisional del campeonato, resultando así el gran baluarte ofensivo de cara a la clasificación del equipo español para las semifinales.
En las semifinales del torneo volvió a salir desde el banquillo con media hora de juego por disputar. En una ocasión más aportó un tanto, —el tercero del equipo en la victoria por 3-0 frente a la selección noruega— que le destacó aún más como máximo goleador del campeonato.
Sus actuaciones le valieron un puesto en el equipo titular en la final frente a la selección italiana, donde pese a no marcar, dio la primera asistencia del encuentro que finalizó por 2-4 favorables a los españoles. El jugador levantó así su segundo campeonato de Europa de selecciones, y su segunda bota de oro tras proclamarse máximo goleador del campeonato con cuatro tantos y una asistencia.
En la fase de clasificación para la Eurocopa Sub-21 de 2015 de la República Checa el jugador tuvo una de sus más destacadas actuaciones anotando cuatro goles en el partido frente a la selección austríaca celebrado el 5 de septiembre de 2013 que finalizó con un 2-6 favorable a los españoles.

### Selección absoluta
Debutó con la selección absoluta en un partido de clasificación para la Eurocopa 2016 contra Bielorrusia, en Huelva, el 15 de noviembre de 2014. Consiguió su primer gol con la selección absoluta contra Ucrania en Sevilla, también en un partido de la misma fase de clasificación. Participó en la fase final del torneo y marcó tres goles en la fase de grupos, dos en el triunfo ante Turquía y otro en la derrota ante Croacia.
En 2018 no fue incluido en la lista definitiva para el Mundial. Tres años después sí fue llamado para participar en la Eurocopa 2020. En esta edición hizo historia ya que, tras marcar a Italia en semifinales, se convirtió en el futbolista español que más goles había anotado en la Eurocopa, superando los cinco de Fernando Torres.
El 14 de noviembre de 2021 marcó el único tanto del partido de clasificación para el Mundial 2022 ante Suecia que certificó el pase de España a la fase final del torneo. En ella se estrenó marcando el séptimo y último gol del triunfo español en el primer partido ante Costa Rica. También consiguió anotar en los otros dos partidos de la fase de grupos contra Alemania y Japón, algo que no pudo repetir en unos octavos de final en los que fueron derrotados por Marruecos en la tanda de penaltis.
El 17 de marzo de 2023 se hizo oficial la convocatoria de la selección para disputar dos partidos clasificatorios para la Eurocopa de 2024 frente a Noruega y Escocia, en la que no figuraba ninguno de los capitanes, por lo tanto pasaba a ser el capitán tras ser el jugador con más internacionalidades (61).
Fue convocado a la Eurocopa 2024 y capitaneó a España en llegar a la final del certamen 12 años después. Ganaron el torneo tras vencer a Inglaterra en un encuentro en el que se convirtió en el jugador español que más partidos había jugado en la historia de la competición.

## Estadísticas

### Clubes
Actualizado al último partido disputado el 16 de agosto de 2025. Resaltadas temporadas en calidad de cesión.
| Club                                | Div.          | Temporada     | Liga  | Liga  | Liga   | Copas | Copas | Copas  | Internacional | Internacional | Internacional | Total | Total | Total  | Media goleadora |
| Club                                | Div.          | Temporada     | Part. | Goles | Asist. | Part. | Goles | Asist. | Part.         | Goles         | Asist.        | Part. | Goles | Asist. | Media goleadora |
| ----------------------------------- | ------------- | ------------- | ----- | ----- | ------ | ----- | ----- | ------ | ------------- | ------------- | ------------- | ----- | ----- | ------ | --------------- |
| Real Madrid Castilla C. F. · España | 2.ª B         | 2010-11       | 26    | 14    | 2      | 2     | 1     | 0      | Inaccesibles  | Inaccesibles  | Inaccesibles  | 28    | 15    | 2      | 0.54            |
| Real Madrid Castilla C. F. · España | 2.ª B         | 2011-12       | 33    | 15    | 3      | 4     | 3     | 2      | Inaccesibles  | Inaccesibles  | Inaccesibles  | 37    | 18    | 5      | 0.49            |
| Real Madrid Castilla C. F. · España | 2.ª           | 2012-13       | 18    | 12    | 5      | —     | —     | —      | Inaccesibles  | Inaccesibles  | Inaccesibles  | 18    | 12    | 5      | 0.67            |
| Real Madrid Castilla C. F. · España | Total club    | Total club    | 77    | 41    | 10     | 6     | 4     | 2      | 0             | 0             | 0             | 83    | 45    | 12     | 0.54            |
| Real Madrid C. F. · España          | 1.ª           | 2010-11       | 1     | 0     | 0      | 1     | 0     | 1      | 0             | 0             | 0             | 2     | 0     | 1      | 0               |
| Real Madrid C. F. · España          | 1.ª           | 2011-12       | 1     | 0     | 0      | 0     | 0     | 0      | 0             | 0             | 0             | 1     | 0     | 0      | 0               |
| Real Madrid C. F. · España          | 1.ª           | 2012-13       | 12    | 2     | 1      | 2     | 0     | 1      | 1             | 0             | 1             | 15    | 2     | 3      | 0.13            |
| Real Madrid C. F. · España          | 1.ª           | 2013-14       | 23    | 8     | 0      | 6     | 0     | 0      | 5             | 1             | 1             | 34    | 9     | 1      | 0.26            |
| Juventus F. C. · Italia             | 1.ª           | 2014-15       | 29    | 8     | 5      | 5     | 2     | 0      | 12            | 5             | 2             | 46    | 15    | 7      | 0.33            |
| Juventus F. C. · Italia             | 1.ª           | 2015-16       | 34    | 7     | 7      | 5     | 3     | 2      | 8             | 2             | 2             | 47    | 12    | 11     | 0.26            |
| Real Madrid C. F. · España          | 1.ª           | 2016-17       | 26    | 15    | 5      | 5     | 2     | 0      | 12            | 3             | 1             | 43    | 20    | 6      | 0.47            |
| Real Madrid C. F. · España          | Total club    | Total club    | 63    | 25    | 6      | 14    | 2     | 2      | 18            | 4             | 3             | 95    | 31    | 11     | 0.33            |
| Chelsea F. C. Inglaterra            | 1.ª           | 2017-18       | 31    | 11    | 6      | 10    | 3     | 0      | 7             | 1             | 0             | 48    | 15    | 6      | 0.31            |
| Chelsea F. C. Inglaterra            | 1.ª           | 2018-19       | 16    | 5     | 0      | 4     | 2     | 0      | 4             | 2             | 0             | 24    | 9     | 0      | 0.38            |
| Chelsea F. C. Inglaterra            | Total club    | Total club    | 47    | 16    | 6      | 14    | 5     | 0      | 11            | 3             | 0             | 72    | 24    | 6      | 0.33            |
| Atlético de Madrid · España         | 1.ª           | 2018-19       | 15    | 6     | 1      | 0     | 0     | 0      | 2             | 0             | 0             | 17    | 6     | 1      | 0.35            |
| Atlético de Madrid · España         | 1.ª           | 2019-20       | 34    | 12    | 2      | 2     | 1     | 1      | 8             | 3             | 1             | 44    | 16    | 4      | 0.36            |
| Juventus F. C. · Italia             | 1.ª           | 2020-21       | 32    | 11    | 8      | 4     | 3     | 0      | 8             | 6             | 1             | 44    | 20    | 9      | 0.45            |
| Juventus F. C. · Italia             | 1.ª           | 2021-22       | 35    | 9     | 4      | 6     | 1     | 0      | 7             | 2             | 0             | 48    | 12    | 4      | 0.25            |
| Juventus F. C. · Italia             | Total club    | Total club    | 130   | 35    | 24     | 20    | 9     | 2      | 35            | 15            | 5             | 185   | 59    | 31     | 0.32            |
| Atlético de Madrid · España         | 1.ª           | 2022-23       | 36    | 13    | 2      | 4     | 2     | 1      | 5             | 0             | 0             | 45    | 15    | 3      | 0.33            |
| Atlético de Madrid · España         | 1.ª           | 2023-24       | 32    | 15    | 3      | 6     | 1     | 0      | 10            | 5             | 0             | 48    | 21    | 3      | 0.44            |
| Atlético de Madrid · España         | Total club    | Total club    | 117   | 46    | 8      | 12    | 4     | 2      | 25            | 8             | 1             | 154   | 58    | 11     | 0.38            |
| A. C. Milan · Italia                | 1.ª           | 2024-25       | 16    | 5     | 0      | 2     | 0     | 0      | 7             | 1             | 1             | 25    | 6     | 1      | 0.24            |
| A. C. Milan · Italia                | Total club    | Total club    | 16    | 5     | 0      | 2     | 0     | 0      | 7             | 1             | 1             | 25    | 6     | 1      | 0.24            |
| Galatasaray S. K. Turquía           | 1.ª           | 2024-25       | 12    | 6     | 1      | 3     | 1     | 0      | 1             | 0             | 0             | 16    | 7     | 1      | 0.44            |
| Galatasaray S. K. Turquía           | Total club    | Total club    | 12    | 6     | 1      | 3     | 1     | 0      | 1             | 0             | 0             | 16    | 7     | 1      | 0.44            |
| Como 1907 · Italia                  | 1.ª           | 2025-26       | 0     | 0     | 0      | 1     | 0     | 0      | —             | —             | —             | 1     | 0     | 0      | 0               |
| Como 1907 · Italia                  | Total club    | Total club    | 0     | 0     | 0      | 1     | 0     | 0      | 0             | 0             | 0             | 1     | 0     | 0      | 0               |
| Total carrera                       | Total carrera | Total carrera | 462   | 174   | 55     | 72    | 25    | 8      | 97            | 31            | 10            | 631   | 230   | 73     | 0.36            |
| 1. 2. 3.                            |               |               |       |       |        |       |       |        |               |               |               |       |       |        |                 |

### Selecciones
Actualizado al último partido jugado el 6 de junio de 2022
| Selección | Temporada     | Europeo (1) | Europeo (1) | Europeo (1) | Mundial (2) | Mundial (2) | Mundial (2) | Amistosos | Amistosos | Amistosos | Total | Total | Total  | Media goleadora |
| Selección | Temporada     | Part.       | Goles       | Asist.      | Part.       | Goles       | Asist.      | Part.     | Goles     | Asist.    | Part. | Goles | Asist. | Media goleadora |
| --- | ------------- | ----------- | ----------- | ----------- | ----------- | ----------- | ----------- | --------- | --------- | --------- | ----- | ----- | ------ | --------------- |
| Sub-17 · España | 2008-09       | -           | -           | -           | 4           | 2           | 3           | 2         | 0         | 0         | 6     | 2     | 0      | 0.34            |
| Sub-17 · España | Total         | -           | -           | -           | 4           | 2           | 3           | 2         | 0         | 0         | 6     | 2     | 0      | 0.34            |
| Sub-18 · España | 2009-10       | —           | —           | —           | —           | —           | —           | 2         | 3         | 0         | 2     | 3     | 0      | 1.5             |
| Sub-18 · España | Total         | 0           | 0           | 0           | 0           | 0           | 0           | 2         | 3         | 0         | 2     | 3     | 0      | 1.5             |
| Sub-19 · España | 2010-11       | 10          | 10          | 0           | —           | —           | —           | 4         | 3         | 0         | 14    | 13    | 0      | 0.93            |
| Sub-19 · España | Total         | 10          | 10          | 0           | 0           | 0           | 0           | 4         | 3         | 0         | 14    | 13    | 0      | 0.93            |
| Sub-21 · España | 2012-13       | 5           | 4           | 2           | —           | —           | —           | -         | -         | -         | 5     | 4     | 2      | 0.8             |
| Sub-21 · España | 2013-14       | 7           | 8           | 1           | —           | —           | —           | 1         | 1         | 1         | 8     | 9     | 2      | 1.33            |
| Sub-21 · España | Total         | 12          | 12          | 2           | 0           | 0           | 0           | 1         | 1         | 1         | 13    | 13    | 4      | 1.0             |
| Absoluta · España | 2014-15       | 3           | 1           | 0           | —           | —           | —           | 2         | 0         | 0         | 5     | 1     | 0      | 0.2             |
| Absoluta · España | 2015-16       | 5           | 3           | 0           | -           | -           | -           | 3         | 2         | 1         | 8     | 5     | 1      | 0.63            |
| Absoluta · España | 2016-17       | -           | -           | -           | 3           | 2           | 0           | 4         | 2         | 0         | 7     | 4     | 0      | 0.57            |
| Absoluta · España | 2017-18       | -           | -           | -           | 2           | 3           | 1           | 1         | 0         | 0         | 3     | 3     | 1      | 1.0             |
| Absoluta · España | 2018-19       | 6           | 3           | 1           | -           | -           | -           | 2         | 0         | 0         | 8     | 3     | 1      | 0.38            |
| Absoluta · España | 2019-20       | 2           | 1           | 0           | -           | -           | -           | 0         | 0         | 0         | 2     | 1     | 0      | 0.5             |
| Absoluta · España | 2020-21       | 8           | 4           | 0           | 3           | 1           | 0           | 2         | 0         | 1         | 13    | 5     | 1      | 0.38            |
| Absoluta · España | 2021-22       | 2           | 1           | 0           | 4           | 1           | 1           | 2         | 2         | 0         | 8     | 4     | 1      | 0.5             |
| Absoluta · España | Total         | 26          | 13          | 1           | 12          | 7           | 2           | 16        | 6         | 2         | 54    | 26    | 5      | 0.48            |
| Total carrera | Total carrera | 48          | 35          | 3           | 16          | 9           | 5           | 25        | 13        | 3         | 89    | 57    | 9      | 0,64            |
| (1) Incluye datos de las fases de clasificación para los campeonatos de Europa y partidos de la Nations League. (2) Incluye datos de las fases de clasificación para los campeonatos del Mundo. Incluidos los datos de los Juegos Olímpicos. |               |             |             |             |             |             |             |           |           |           |       |       |        |                 |

### Resumen estadístico
| Competición             | Partidos | Goles | Asistencias | Promedio |
| ----------------------- | -------- | ----- | ----------- | -------- |
| Liga                    | 420      | 160   | 52          | 0.38     |
| Copas nacionales        | 61       | 23    | 8           | 0.38     |
| Torneos internacionales | 85       | 30    | 9           | 0.35     |
| Selección de España     | 69       | 34    | 7           | 0.49     |
| Total                   | 635      | 247   | 76          | 0.39     |

### Participaciones en fases finales
A continuación se detallan las participaciones del futbolista en las diferentes fases finales de los torneos de selecciones.
| Torneo                   | Categoría | Sede         | Resultado        | Partidos | Goles |
| ------------------------ | --------- | ------------ | ---------------- | -------- | ----- |
| Mundial 2009             | Sub-17    | Nigeria      | Tercer lugar     | 4        | 2     |
| Eurocopa 2011            | Sub-19    | Rumania      | Campeón          | 5        | 6     |
| Eurocopa 2013            | Sub-21    | Israel       | Campeón          | 5        | 4     |
| Eurocopa 2016            | Absoluta  | Francia      | Octavos de final | 4        | 3     |
| Eurocopa 2020            | Absoluta  | Europa       | Semifinales      | 6        | 3     |
| Mundial 2022             | Absoluta  | Catar        | Octavos de final | 4        | 3     |
| Liga de Naciones 2022-23 | Absoluta  | Países Bajos | Campeón          | 2        | 0     |
| Eurocopa 2024            | Absoluta  | Alemania     | Campeón          | 7        | 1     |

### Goles internacionales
| Goles como internacional con España | Goles como internacional con España | Goles como internacional con España                  | Goles como internacional con España | Goles como internacional con España | Goles como internacional con España | Goles como internacional con España |
| N.º                                 | Fecha                               | Estadio                                              | Rival                               | Gol                                 | Resultado                           | Competición                         |
| ----------------------------------- | ----------------------------------- | ---------------------------------------------------- | ----------------------------------- | ----------------------------------- | ----------------------------------- | ----------------------------------- |
| 1.                                  | 27 de marzo de 2015                 | Ramón Sánchez-Pizjuán, Sevilla, España               | Ucrania                             | 1-0                                 | 1-0                                 | Clasificación Eurocopa 2016         |
| 2.                                  | 1 de junio de 2016                  | Red Bull Arena, Salzburgo, Austria                   | Corea del Sur                       | 4-0                                 | 6-1                                 | Amistoso                            |
| 3.                                  | 1 de junio de 2016                  | Red Bull Arena, Salzburgo, Austria                   | Corea del Sur                       | 6-1                                 | 6-1                                 | Amistoso                            |
| 4.                                  | 17 de junio de 2016                 | Allianz Riviera, Niza, Francia                       | Turquía                             | 1-0                                 | 3-0                                 | Eurocopa 2016                       |
| 5.                                  | 17 de junio de 2016                 | Allianz Riviera, Niza, Francia                       | Turquía                             | 3-0                                 | 3-0                                 | Eurocopa 2016                       |
| 6.                                  | 21 de junio de 2016                 | Matmut Atlantique, Burdeos, Francia                  | Croacia                             | 0-1                                 | 2-1                                 | Eurocopa 2016                       |
| 7.                                  | 5 de septiembre de 2016             | Reino de León, León, España                          | Liechtenstein                       | 6-0                                 | 8-0                                 | Clasificación Mundial 2018          |
| 8.                                  | 5 de septiembre de 2016             | Reino de León, León, España                          | Liechtenstein                       | 7-0                                 | 8-0                                 | Clasificación Mundial 2018          |
| 9.                                  | 7 de junio de 2017                  | Nueva Condomina, Murcia, España                      | Colombia                            | 2-2                                 | 2-2                                 | Amistoso                            |
| 10.                                 | 2 de septiembre de 2017             | Santiago Bernabéu, Madrid, España                    | Italia                              | 3-0                                 | 3-0                                 | Clasificación Mundial 2018          |
| 11.                                 | 5 de septiembre de 2017             | Rheinpark Stadion, Vaduz, Liechtenstein              | Liechtenstein                       | 0-2                                 | 0-8                                 | Clasificación Mundial 2018          |
| 12.                                 | 5 de septiembre de 2017             | Rheinpark Stadion, Vaduz, Liechtenstein              | Liechtenstein                       | 0-6                                 | 0-8                                 | Clasificación Mundial 2018          |
| 13.                                 | 11 de noviembre de 2017             | La Rosaleda, Málaga, España                          | Costa Rica                          | 2-0                                 | 5-0                                 | Amistoso                            |
| 14.                                 | 26 de marzo de 2019                 | Ta' Qali, Ta' Qali, Malta                            | Malta                               | 0-1                                 | 0-2                                 | Clasificación Eurocopa 2020         |
| 15.                                 | 26 de marzo de 2019                 | Ta' Qali, Ta' Qali, Malta                            | Malta                               | 0-2                                 | 0-2                                 | Clasificación Eurocopa 2020         |
| 16.                                 | 10 de junio de 2019                 | Santiago Bernabéu, Madrid, España                    | Suecia                              | 2-0                                 | 3-0                                 | Clasificación Eurocopa 2020         |
| 17.                                 | 15 de noviembre de 2019             | Ramón de Carranza, Cádiz, España                     | Malta                               | 1-0                                 | 7-0                                 | Clasificación Eurocopa 2020         |
| 18.                                 | 17 de noviembre de 2020             | La Cartuja, Sevilla, España                          | Alemania                            | 1-0                                 | 6-0                                 | Liga de Naciones de la UEFA 2020-21 |
| 19.                                 | 25 de marzo de 2021                 | Los Cármenes, Granada, España                        | Grecia                              | 1-0                                 | 1-1                                 | Clasificación Mundial 2022          |
| 20.                                 | 19 de junio de 2021                 | La Cartuja, Sevilla, España                          | Polonia                             | 1-0                                 | 1-1                                 | Eurocopa 2020                       |
| 21.                                 | 28 de junio de 2021                 | Parken Stadion, Copenhague, Dinamarca                | Croacia                             | 3-4                                 | 3-5                                 | Eurocopa 2020                       |
| 22.                                 | 6 de julio de 2021                  | Wembley, Londres, Inglaterra                         | Italia                              | 1-1                                 | 1-1                                 | Eurocopa 2020                       |
| 23.                                 | 14 de noviembre de 2021             | La Cartuja, Sevilla, España                          | Suecia                              | 1-0                                 | 1-0                                 | Clasificación Mundial 2022          |
| 24.                                 | 29 de marzo de 2022                 | Riazor, La Coruña, España                            | Islandia                            | 1-0                                 | 5-0                                 | Amistoso                            |
| 25.                                 | 29 de marzo de 2022                 | Riazor, La Coruña, España                            | Islandia                            | 2-0                                 | 5-0                                 | Amistoso                            |
| 26.                                 | 2 de junio de 2022                  | Benito Villamarín, Sevilla, España                   | Portugal                            | 1-0                                 | 1-1                                 | Liga de Naciones de la UEFA 2022-23 |
| 27.                                 | 27 de septiembre de 2022            | Estadio Municipal de Braga, Braga, Portugal          | Portugal                            | 0-1                                 | 0-1                                 | Liga de Naciones de la UEFA 2022-23 |
| 28.                                 | 23 de noviembre de 2022             | Estadio Al Thumama, Doha, Catar                      | Costa Rica                          | 7-0                                 | 7-0                                 | Mundial 2022                        |
| 29.                                 | 27 de noviembre de 2022             | Estadio Al Bayt, Jor, Catar                          | Alemania                            | 1-0                                 | 1-1                                 | Mundial 2022                        |
| 30.                                 | 1 de diciembre de 2022              | Estadio Internacional Jalifa, Doha, Catar            | Japón                               | 0-1                                 | 2-1                                 | Mundial 2022                        |
| 31.                                 | 8 de septiembre de 2023             | Estadio Borís Paichadze, Tiflis, Georgia             | Georgia                             | 0-1                                 | 1-7                                 | Clasificación Eurocopa 2024         |
| 32.                                 | 8 de septiembre de 2023             | Estadio Borís Paichadze, Tiflis, Georgia             | Georgia                             | 0-4                                 | 1-7                                 | Clasificación Eurocopa 2024         |
| 33.                                 | 8 de septiembre de 2023             | Estadio Borís Paichadze, Tiflis, Georgia             | Georgia                             | 1-5                                 | 1-7                                 | Clasificación Eurocopa 2024         |
| 34.                                 | 12 de octubre de 2023               | La Cartuja, Sevilla, España                          | Escocia                             | 1-0                                 | 2-0                                 | Clasificación Eurocopa 2024         |
| 35.                                 | 8 de junio de 2024                  | Estadio Mallorca Son Moix, Palma de Mallorca, España | Irlanda del Norte                   | 2-1                                 | 5-1                                 | Amistoso                            |
| 36.                                 | 15 de junio de 2024                 | Estadio Olímpico de Berlín, Berlín, Alemania         | Croacia                             | 1-0                                 | 3-0                                 | Eurocopa 2024                       |
| 37.                                 | 15 de octubre de 2024               | Estadio Nuevo Arcángel, Córdoba, España              | Serbia                              | 2-0                                 | 3-0                                 | Liga de Naciones de la UEFA 2024-25 |

### Hat-tricks
| 1 | 13 de febrero de 2011    | Estadio Alfredo Di Stéfano, Madrid, España | Real Madrid Castilla C. F. - R. C. Deportivo de La Coruña «B» |  | 7 - 1 | Segunda División B 2010-11    |
| 2 | 23 de julio de 2011      | Stadionul Concordia, Chiajna, Rumania      | Serbia Sub-19 - España Sub-19                                 |  | 2 - 6 | Campeonato Europeo Sub-19     |
| 3 | 5 de septiembre de 2013  | Stadion Graz Liebenau, Graz, Austria       | Austria Sub-21 - España Sub-21                                |  | 2 - 6 | Clasificación Eurocopa Sub-21 |
| 4 | 5 de abril de 2017       | Municipal de Butarque, Leganés, España     | C. D. Leganés - Real Madrid C. F.                             |  | 2 - 4 | Liga Española 2016-17         |
| 5 | 23 de septiembre de 2017 | Bet365 Stadium, Stoke-on-Trent, Inglaterra | Stoke City F. C. - Chelsea F. C.                              |  | 0 - 4 | Premier League 2017-18        |
| 6 | 7 de agosto de 2022      | Juventus Training Center, Turín, Italia    | Juventus F. C. - Atlético de Madrid                           |  | 0 - 4 | Amistoso no oficial           |
| 7 | 8 de septiembre de 2023  | Estadio Borís Paichadze, Tiflis, Georgia   | Georgia - España                                              |  | 1 - 7 | Clasificación Eurocopa 2024   |
| 8 | 3 de enero de 2024       | Estadio de Montiliví, Gerona, España       | Girona F. C. - Atlético de Madrid                             |  | 4 - 3 | Liga Española 2023-24         |

## Palmarés

### Títulos categorías inferiores
| Título                   | Club                       | País   | Año  |
| ------------------------ | -------------------------- | ------ | ---- |
| Segunda División B       | Real Madrid Castilla C. F. | España | 2012 |
| Copa de Campeón de 2.ª B | Real Madrid Castilla C. F. | España | 2012 |

### Títulos nacionales
| Título                     | Club              | País       | Año  |
| -------------------------- | ----------------- | ---------- | ---- |
| Copa del Rey               | Real Madrid C. F. | España     | 2011 |
| Primera División de España | Real Madrid C. F. | España     | 2012 |
| Supercopa de España        | Real Madrid C. F. | España     | 2012 |
| Copa del Rey               | Real Madrid C. F. | España     | 2014 |
| Serie A                    | Juventus F. C.    | Italia     | 2015 |
| Copa Italia                | Juventus F. C.    | Italia     | 2015 |
| Supercopa de Italia        | Juventus F. C.    | Italia     | 2015 |
| Serie A                    | Juventus F. C.    | Italia     | 2016 |
| Copa Italia                | Juventus F. C.    | Italia     | 2016 |
| Primera División de España | Real Madrid C. F. | España     | 2017 |
| FA Cup                     | Chelsea F. C.     | Inglaterra | 2018 |
| Supercopa de Italia        | Juventus F. C.    | Italia     | 2020 |
| Copa Italia                | Juventus F. C.    | Italia     | 2021 |
| Supercopa de Italia        | A. C. Milan       | Italia     | 2024 |
| Copa de Turquía            | Galatasaray S. K. | Turquía    | 2025 |
| Superliga de Turquía       | Galatasaray S. K. | Turquía    | 2025 |

### Títulos internacionales
| Título                            | Club (*)          | País         | Año  |
| --------------------------------- | ----------------- | ------------ | ---- |
| Europeo sub-19                    | España (sub-19)   | Rumania      | 2011 |
| Europeo sub-21                    | España (sub-21)   | Israel       | 2013 |
| Liga de Campeones de la UEFA      | Real Madrid C. F. | Portugal     | 2014 |
| Supercopa de Europa               | Real Madrid C. F. | Noruega      | 2016 |
| Copa Mundial de Clubes de la FIFA | Real Madrid C. F. | Japón        | 2016 |
| Liga de Campeones de la UEFA      | Real Madrid C. F. | Gales        | 2017 |
| Liga Europa de la UEFA            | Chelsea F. C.     | Azerbaiyán   | 2019 |
| Liga de Naciones de la UEFA       | España            | Países Bajos | 2023 |
| Eurocopa                          | España            | Alemania     | 2024 |

(*) Incluyendo la selección

### Distinciones individuales
| Distinción                                            | Año        |
| ----------------------------------------------------- | ---------- |
| Máximo Goleador Grupo I - 2.ª División «B»            | 2011       |
| Bota de Oro de la Eurocopa Sub-19                     | 2011       |
| Equipo ideal de la Eurocopa Sub-19                    | 2011       |
| Once de Bronce del Fútbol Draft                       | 2011, 2012 |
| Once de Oro del Fútbol Draft                          | 2013       |
| Bota de Oro de la Eurocopa Sub-21                     | 2013       |
| Equipo ideal de la Eurocopa Sub-21                    | 2013       |
| Premio a la excelencia en el deporte                  | 2013       |
| Mención Especial, Real Federación de Fútbol de Madrid | 2013       |

## Vida personal
Álvaro Morata es hijo de Susana Martín Ramos y Alfonso Morata, exdirector comercial de la cadena SER y COPE.
Durante su estancia en la Juventus de Turín conoció a la modelo italiana Alice Campello, con la cual contrajo matrimonio el 17 de junio de 2017 en la Iglesia del Redentor en Giudecca, una isla cercana a Venecia. El 29 de julio de 2018 nacieron sus dos hijos mellizos llamados Alessandro y Leonardo. El 29 de septiembre de 2020 nació su tercer hijo, Edoardo.
El 7 de julio de 2022 anunciaron en sus redes sociales que estaban esperando su cuarta hija, que nació el 9 de enero de 2023, llamada Bella.